# Meskhent Tessera (quadrangle)

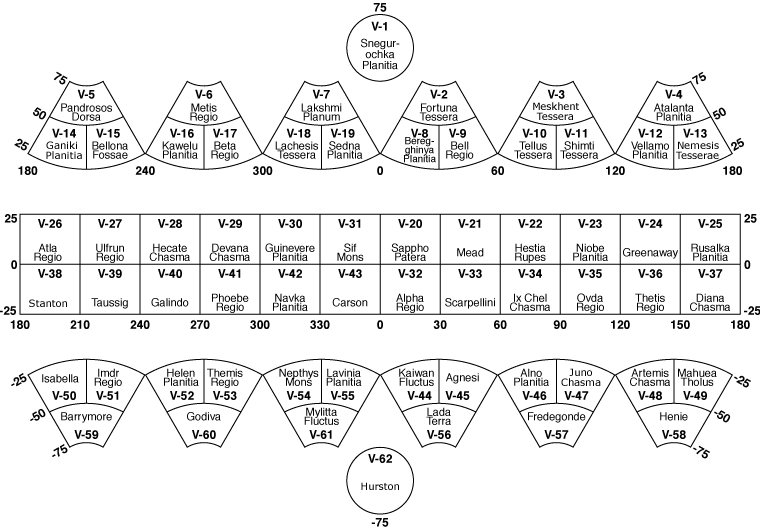
Quadrangles op Venus op schaal 1 : 5.000.000

Meskhent Tessera (V–3; breedtegraad 50°–75° N, lengtegraad 60°–120° E) is een quadrangle op de planeet Venus. Het is een van de 62 quadrangles op schaal 1 : 5.000.000. Het quadrangle werd genoemd naar de gelijknamige tessera, die op zijn beurt vernoemd werd naar Mesechenet, de Egyptische godin van het geluk. 
Het Meskhent Tessera-quadragle is omgeven door uitgestrekte tesserae in het westen (Fortuna Tessera en Laima Tessera) en in het zuiden (Tellus Tessera) en door een groot bassinachtig laagland (Atalanta Planitia) in het oosten. Het noordelijke derde deel van de vierhoek beslaat het meest oostelijke deel van de grote topografische provincie Ishtar Terra (noordwestelijk kaartgebied) en het grootste gedeelte van de hoogvlakte van de Tethus Regio (noordoostelijk kaartgebied).

## Geologische structuren in Meskhent Tessera
Chasma
- Aranyani Chasma

Coronae
- Fakahotu Corona
- Ops Corona
- Tusholi Corona
- Vacuna Corona

Dorsa
- Allat Dorsa

Fossae
- Friagabi Fossae
- Manto Fossae

Inslagkraters
- Esmeralda
- Faina
- Fedorets
- Firuza
- Gloria
- Jadwiga
- La Fayette
- Marysya
- Masha
- Miovasu
- Undset
- Wharton

Montes
- Melia Mons

Paterae
- Boadicea Paterae
- Bremer Patera
- Malintzin Patera

Planitiae
- Audra Planitia
- Leda Planitia
- Lowana Planitia
- Tilli-Hanum Planitia

Regiones
- Tethus Regio

Rupes
- Gabie Rupes

Terrae
- Ishtar Terra

Tesserae
- Dekla Tessera
- Fortuna Tessera
- Meskhent Tessera

Tholi
- Amra Tholus

Undae
- Al-Uzza Undae